# James Fenimore Cooper
James Fenimore Cooper, född 15 september 1789 i Burlington i New Jersey, död 14 september 1851 i Cooperstown i delstaten New York, var en amerikansk författare.

## Biografi
Cooper föddes i New Jersey, hans far var kväkare och modern var av svensk härkomst. Han var näst yngst av tolv syskon, och växte upp på faderns gård vid Otsegosjön i New York. Han började 1802 studera vid Yale College men blev 1805 relegerad, på grund av större intresse för jakt och sport än för studier. Istället tog han 1806 värvning i flottan, först på långresor, och senare på Ontariosjön. 1811 gifte han sig och blev jordbrukare i Westchester County.
Coopers uppväxt i de vilda skogarna dil gränsen för den vita kolonisationen, vid de stora sjöarna som sjöman och ute på havet gjorde honom bekant med de miljöer han skulle använda i sina romaner.
Cooper var intresserad av litteratur och hade själv ett stort intresse för att skriva. Den anonyma debutboken, Precaution (1820) blev visserligen ett fiasko, men nästa roman The Spy (1821-1822), som byggde på egna upplevelser, blev hans genombrott. Nästa roman, en sjömansroman The pilot utkom 1823. 
Sin största berömmelse kom han att få med sina indianromaner. Den första delen The Pioneers utkom 1823. Boken inledde Leatherstocking-tales som kom ut i fem delar. Hans mest lästa roman, The Last of the Mohicans, utkom 1826 och utgör del två i pentalogin om Skinnstrumpa. The Praire som  följde 1827, var menad som den avslutande delen i serien, men läsekretsen krävde mer och två "prequels" följde; år 1840 utkom The Pathfinder, följd av The Deerslayer 1841.
Tillsammans med Washington Irving var Cooper bland de första nordamerikaner, som vann en större europeisk publik. Hans verk jämfördes med Walter Scott. Hans gestaltning av gränslandet mellan vita och indianer med nya scener ur amerikansk historia och gestalter som skogslöparen Skinnstrumpa och indianerna Chingachgook och Uncas blev klassiska i världslitteraturen.  
Cooper blev 1826 konsul i Frankrike och vistades i Europa 1826-1833. 1828 skrev han  för hemlandet Notions of the Americans medan Gleanings in Europe (England France) skrevs 1837 i USA och Gleanings in Europe (Italy) 1838.  Efter återkomsten till USA involverades han i politiken, där han förfäktade aristrokratiska idéer. Från New York flyttade han dock snart till sin fädernesgård i Cooperstown. Bland hans senare romaner präglades Satanstoe och The Redskins av hans erfarenheter från politiken. Bland hans många alster från senare tid märks främst A history of the Navy of the United States of America 1839. Coopers samlade verk utgavs 1856 i 32 band. En samlad svensk utgåva av hans verk utgavs 1858-1863. Biografi över Cooper av W. B. S. Clymer (1900).

## Bibliografi (utgivet på svenska)

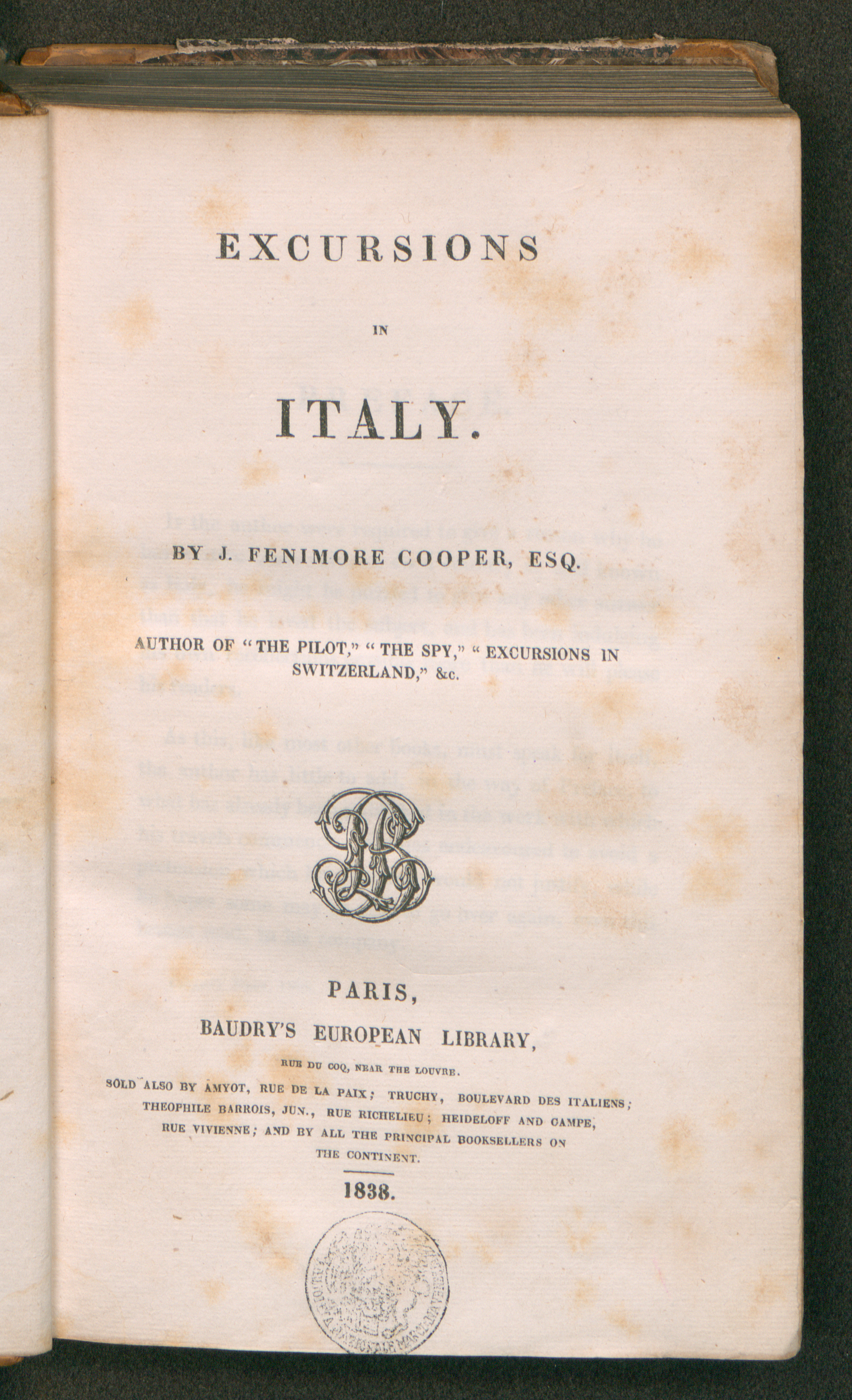
Excursion in Italy, 1838.

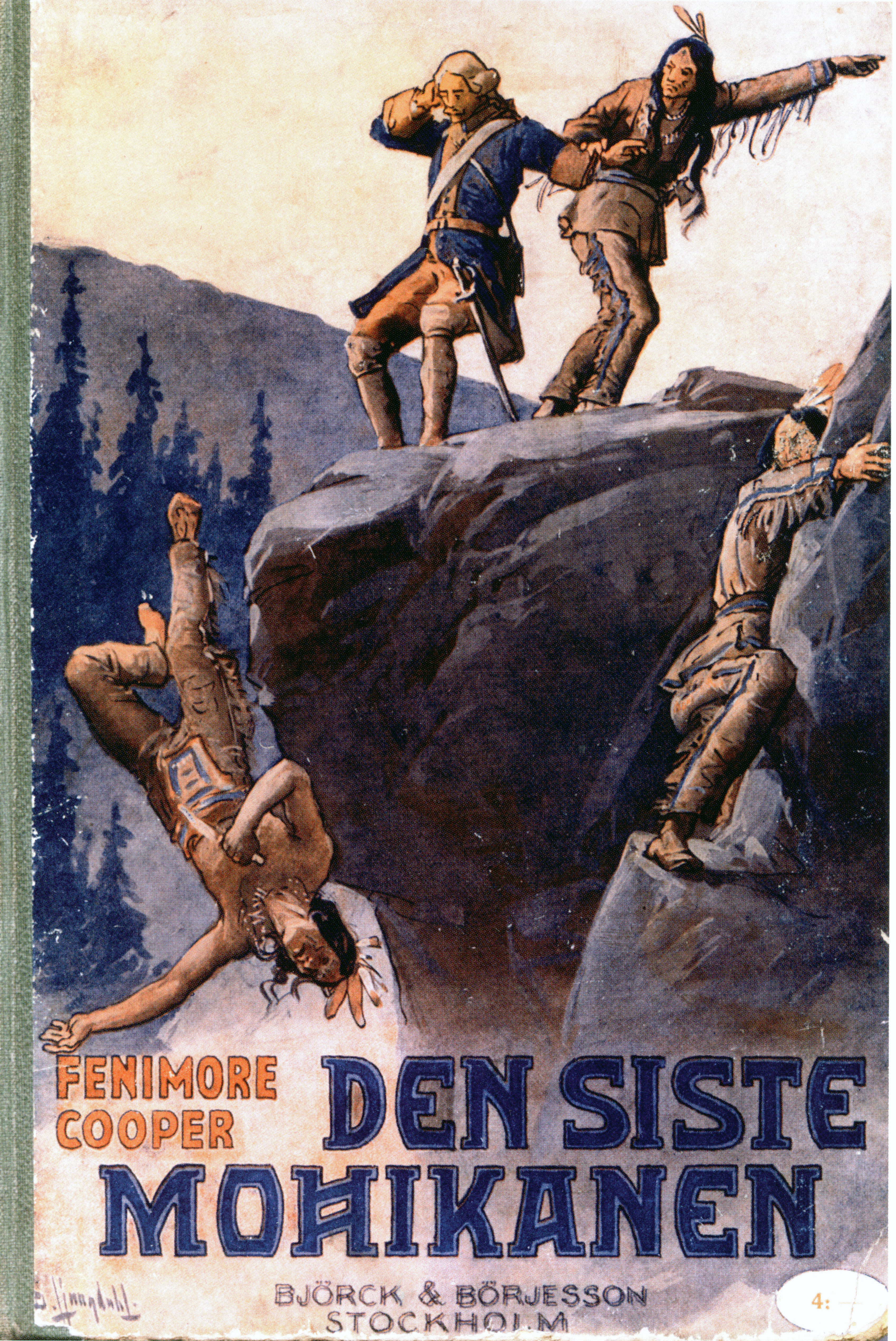
Omslag till Den siste mohikanen av David Ljungdahl 1915.